# Bình Trung, Bình Sơn
Bình Trung là một xã thuộc huyện Bình Sơn, tỉnh Quảng Ngãi, Việt Nam.
Xã Bình Trung có diện tích 14,82 km², dân số năm 2003 là 9128 người, mật độ dân số đạt 616 người/km².